# La frontera de Dios
La frontera de Dios es una película española de drama estrenada en 1965, dirigida por César Fernández Ardavín.
Se trata de una adaptación de la novela homónima de José Luis Martín Descalzo que fue galardonada con el Premio Nadal en 1956.

## Sinopsis
Los habitantes de un pueblo castellano sufren una severa sequía que provoca que pierdan la fe en Dios. Solamente uno de los vecinos seguirá creyendo y ello provocará que todo el pueblo descargue en él su ira por lo que están viviendo.

## Reparto
- Enrique Ávila
- José Marco Davó
- Manuel Manzaneque
- Enriqueta Carballeira
- Julia Gutiérrez Caba
- Concha Velasco
- Ángel Álvarez
- Mercedes Barranco
- Frank Braña
- Antonio Giménez Escribano